# Wannon River
Wannon River är ett vattendrag i Australien. Det ligger i delstaten Victoria, omkring 320 kilometer väster om delstatshuvudstaden Melbourne.
Trakten runt Wannon River består till största delen av jordbruksmark. Trakten runt Wannon River är nära nog obefolkad, med mindre än två invånare per kvadratkilometer. Genomsnittlig årsnederbörd är 877 millimeter. Den regnigaste månaden är juni, med i genomsnitt 149 mm nederbörd, och den torraste är februari, med 18 mm nederbörd.